# Развитие человека (За гранью возможного)
«Развитие человека» (англ. The Outer Limits: Expanding Human) — телефильм, 4 серия 2 сезона телесериала «За гранью возможного» 1963 — 1965 годов. Режиссёр: Герд Освальд. В ролях — Скип Хомейер, Джеймс Духан, Кейт Андес, Джейсон Виндгрин, Роберт Дойл.

## Вступление
Еще человек делал записи своей истории и завесы были спущены, чтобы раскрыть ему, что бескрайняя новая действительность — арендатор в строении осведомленности человека. И где-то, в бесконечном поиске пытливого ума, находится следующее видение, следующий ключ к его бесконечным способностям…

## Сюжет
Профессор Питер Уэйн встревожен, когда услышал, что его университетский коллега, доктор Рой Клинтон, совершает запрещенные эксперименты с наркотиком с группой учащихся. Когда один из студентов умирает, профессор Уэйн расследует действия Клинтона, и обнаруживает, что у роста сознания могут быть мощные и опасные последствия.

## Заключительная фраза
Немало успехов, немало ошибок, не мешают тому, чтобы грызущий голод познания никогда не был пресыщен, но дорога к неизвестному продолжает быть темной и странной.

## Интересные факты
Серия примечательна одним из самых ранних появлений на телеэкране Джеймса Духана, который позже сыграл роль Скотти в телесериале «Звездный путь».